# Griechische Fußballnationalmannschaft/Olympische Spiele
Die griechische Nationalmannschaft hatte ihr Debüt auf der olympischen Bühne bei den Spielen im Jahr 1920. Bislang gelang der Mannschaft bei einer Turnierteilnahme, noch kein einziger Sieg.

## Ergebnisse bei den Olympischen Spielen

### 1920
Bei der ersten Teilnahme traf die Mannschaft auf Schweden und verlor direkt im Achtelfinale mit 0:9, nachdem es zur Halbzeit bereits 0:6 stand.

### 1924 bis 1948
Nach der Erstteilnahme bei den Spielen im Jahr 1920, nahm die Mannschaft an den darauffolgenden Austragungen erst einmal nicht mehr teil.

### 1952
Erstmals wieder teilgenommen hatte die Mannschaft dann bei den Spielen im Jahr 1952. Diesmal ging es gegen Dänemark, wogegen man diesmal zumindest nur mit 1:2 verlor.

### 1956
Ab den Spielen im Jahr 1956 war die Teilnahme an einem Qualifikationsturnier nötig, um am Turnier teilzunehmen. An dieser nahm die Mannschaft aber dieses Mal nicht teil.

### 1960
Für das Turnier im Jahr 1960 nahm die Mannschaft aber an der Qualifikation teil und wurde hier in eine Gruppe mit Jugoslawien und Israel gelost, an dessen Ende man als letzter nur zwei Punkte durch einen 2:1-Rückspielsieg über Israel erreichte.

### 1964
Bei dem Qualifikationsturnier für die Spiele 1964 wurde das Team für die 1. Runde gegen die britische Auswahl gelost. Hier gewann die Mannschaft nach einer 1:2-Niederlage im Hinspiel das Rückspiel noch mit 4:1. Was damit eigentlich den Einzug in die nächste Runde bedeutet hätte. Jedoch zeigte der eigene Verband die Mannschaft selbst an, nachdem dieser herausgefunden hatte, dass das Team aus Profi-Spielern bestand und nicht aus Amateuren. Dadurch war der eigentliche Gegner, die Tschechoslowakei, automatisch qualifiziert.

### 1968
In der Qualifikation für die Spiele 1968 wiederum traf die Mannschaft in der 1. Runde auf die DDR, gegen welche man mit 0:5 jeweils im Hin- als auch im Rückspiel verlor.

### 1972
Bei den Spielen 1972 bekam es die Mannschaft mit Polen in der ersten Runde der Qualifikation zu tun. Gegen diese verlor man nach einer 0:7-Hinspielniederlage immerhin noch im Rückspiel nur noch mit 0:1.

### 1976
In der Qualifikation für die Spiele 1976 bekam es Griechenland in der 1. Runde wieder einmal mit der DDR zu tun. Nach einer 0:1-Niederlage im Hinspiel endete das Rückspiel aber dann doch noch mit 0:4.

### 1980
Die Qualifikation für die Spiele im Jahr 1980 begann für die Mannschaft mit einer Partie gegen Italien, gegen welche man im ersten Spiel sogar mit 1:0 gewinnen konnte. Jedoch verlor man das Rückspiel danach mit 0:4 und kam somit auch diesmal nicht weiter.

### 1984
Bei der Qualifikation für die Spiele im Jahr 1984 ging es für die Mannschaft in eine Gruppenphase, in der man auf die Sowjetunion, Ungarn, Bulgarien und die Türkei traf. Am Ende sammelte man lediglich einen Punkt in sechs Spielen und platzierte sich nur nicht auf dem letzten Platz der Gruppe, weil die Türkei sich während der Austragung der Partien bereits zurückzog.

### 1988
Vor der Qualifikationsgruppe für die Spiele 1988 musste die Mannschaft in einer Vorqualifikation noch im Hin- und Rückspiel gegen Zypern antreten, gegen welche man am Ende insgesamt mit 4:1 gewann. Danach traf man in der Gruppe dann auf die Bundesrepublik Deutschland, Dänemark, Polen und Rumänien. Aber auch hier landete man mit am Ende zwei Punkten wieder nur auf dem letzten Platz.

### 1992 bis 2000
Seit den Spielen 1992 werden die europäischen Startplätze bei den Spielen über die Platzierung bei der U-21-Europameisterschaft vergeben. Zwar erreichte die U-21 bei der Europameisterschaft 1998 das Finale, bei dieser Ausgabe, gab es jedoch keine Entscheidung über Olympiastartplätze.

### 2004
Als Gastgeber war Griechenland bei den Spielen im Jahr 2004 automatisch qualifiziert und nahm somit erstmals seit über 50 Jahren wieder an einem olympischen Fußballturnier teil. In der Gruppenphase ging es hier nun gegen Mali, Südkorea und Mexiko. Am Ende gelang lediglich im ersten Spiel ein 2:2 gegen Südkorea und so stand die Mannschaft, nachdem alle Partien gespielt wurden mit einem Punkt auf dem letzten Platz.

### Seit 2008
Seit der letzten Teilnahme konnte sich die U-21 gar nicht mehr erst für die Europameisterschaft qualifizieren. Somit nahm die Mannschaft seitdem auch nicht mehr am olympischen Turnier teil.